# Imad Zatara
Imad Zatara (Stockholm, 1984. október 1. –) palesztin-svéd kettős állampolgárságú labdarúgó, jelenleg az AFC United játékosa.

## Pályafutás
Először az FC Orhoy nevű csapatban játszott.

### Vasalund-Esinge
Utána három szezonon keresztül a Vasalund-Essinge csapatában szerepelt, ahonnan 2006 decemberében szerződtette az IF Brommapojkarn. Új edzője, Claes Eriksson így jellemezte: „Jól be fog illeszkedni a csapatomba, hiszen fiatal, gyors és sikerre éhes”, 2005. április 9-én gólt lőtt az IFK Fyris ellen 5-0-ra megnyert Svéd Kupa mérkőzésen.

### IF Brommapojkarna
Legutolsó csapata a svéd élvonalban az IF Brommapojkarna gárdája volt, ahol a 2007-es szezonban 4 mérkőzésen lépett pályára, kétszer csereként, kétszer kezdőként. Gólt nem szerzett, sem sárga, sem piros lapot nem kapott. 2007. május 17-én gólt lőtt a Halmstad elleni kupatalálkozón, beállítva a 3-1-es Brommapojkarn győzelmet.

### ZTE

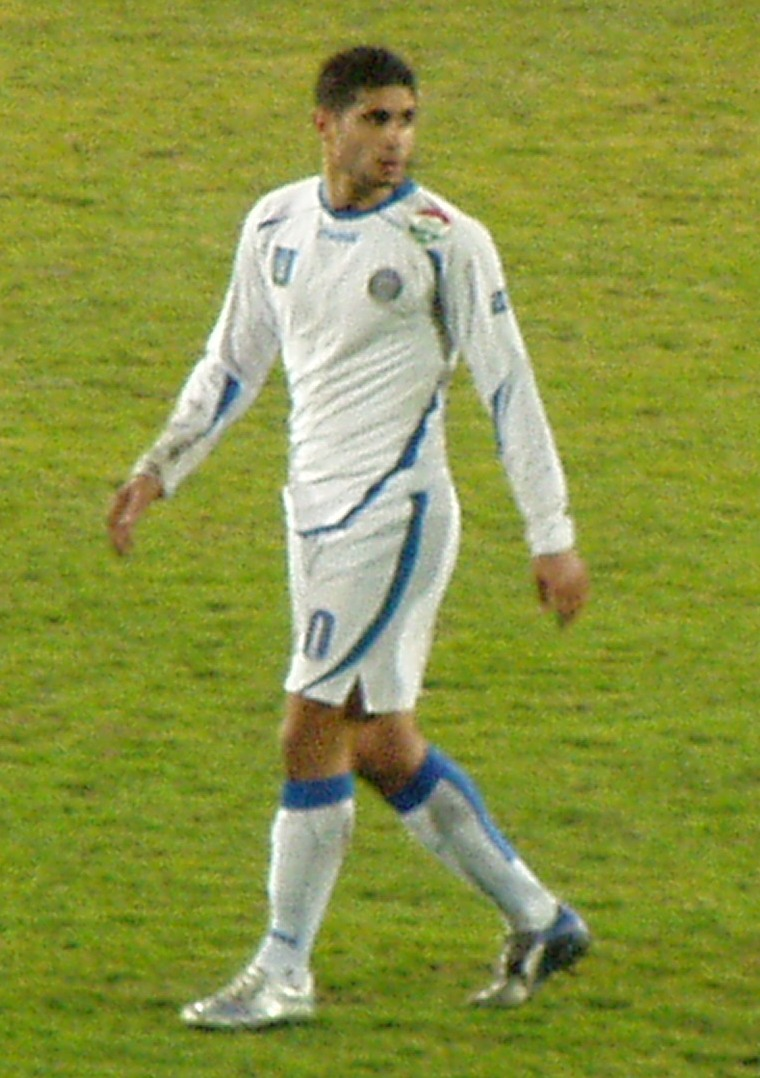
Első zalaegerszegi mérkőzésén

Próbajátékok után 2008. február 8-án 3 és fél éves szerződést kötött a ZTE-vel.
2008. február 23-án, a ZTE 1000. elsőosztályú mérkőzésén mutatkozott be új csapatában, egy távoli lövése a kapufát találta el. Első hazai mérkőzésén 2 gólt szerzett az Újpest ellen 4-1-re megnyert találkozón. 2008. március 8-án gólpasszt adott Waltner Róbertnek a DVTK elleni, 1–1-re végződött bajnoki mérkőzésen.
2008 nyarán elengedte őt a ZTE. Ezután fél évig nem volt csapata, próbajáték után egyes újsághírek szerint leigazolta őt az egyiptomi Ez-Zamálek, de a transzfer végül nem jött létre.
Következő klubja a Syrianska FC Södertälje volt, ahol a 2009-es idényben 29 mérkőzésen 4 gólt lőtt és 7 gólpasszt adott. 2010 februárjában igazolt a francia másodosztályban szereplő Nîmes Olympique csapatához. Itt rögtön góllal mutatkozott be a bajnokságban.
Bevethető bal és jobb oldali támadó középpályás poszton is.

## Válogatott
Irak ellen mutatkozott be a válogatottban 2004. március 28-án Dubajban egy világbajnoki selejtezőn. A mérkőzést 4-1-re elveszítették, de a 76. percben ő lőtte a palesztin gólt .
2005 decemberében részt vett a Katarban rendezett Nyugat-Ázsiai játékokon. Kétszer lépett pályára, amely meccseken csapata előbb Iraktól kapott ki 4-0, majd Szaúd-Arábiától 2-0 arányban.
2007. október 8-án Szingapúr ellen is pályára lépett.

## Góljai a palesztin válogatottban
| #  | Dátum              | Ellenfél | Eredmény | Kiírás                  | Esemény   |
| -- | ------------------ | -------- | -------- | ----------------------- | --------- |
| 1. | 2004. november 16. | Irak     | 1 – 4    | Vb-selejtező            | 71'       |
| 2. | 2011. december 14. | Líbia    | 1 – 1    | Pán-arab játékok        | 88' 90+2' |
| 3. | 2012. december 14. | Omán     | 1 – 2    | Nyugat-ázsiai bajnokság | 40'       |